# 王继勋 (陕州)
王繼勳（？—970年11月24日），陕州平陆县（今山西省平陆县）人，五代末、北宋初名将。

## 生平
后汉初，隶属于河中府作牙校。乾祐元年（948年），河中节度使李守贞叛乱，派遣王继勋据守潼关，被郭从义攻破，逃回河中府。过了不久，白文珂和刘词领兵到河中府城下，王继勋又与他的爱将聂知遇一同被派遣去夜袭河西寨，再次败于后汉兵，受伤逃走。王继勋估计李守贞必然失败，便翻墙出来投降，被授职供奉官。
后周广顺初年，领汾州刺史，又担任晋州、磁州、隰州等州缘边巡检，后历任宪州、麟州、石州、磁州四州刺史。
北宋建立，王繼勳任磁州团练使。因为在边境用兵失利，导致猛将荆罕儒阵亡，王繼勳被贬为右监门卫率。平定荆襄之初，被任命权知道州刺史，后改任本州刺史。道州边境与广南相接，南汉刘鋹屡次派兵入寇，王继勋于是上奏称岭表可以平定。北宋攻南汉时为贺州道行营马步军都监，后卒于军中。
王继勋骁勇过人，武艺高强，在军阵常用铁鞭、铁槊、铁挝，在军中被称为“王三铁”。

## 延伸阅读
- 《宋史》卷274